# デッドキー
デッドキー（英語: dead key）はタイプライターやコンピュータのキーボードにおける特殊な修飾キーである。アルファベットの字母（a, b, c, ...などの普通のアルファベット）に対してダイアクリティカルマークを追加するために使用される。デッドキー単体では完全な文字を入力することはできないが、このキーの直後に文字キーを押すことでダイアクリティカルマークが追加された文字を入力できる。そのためベースとなる文字に加えてそれぞれのダイアクリティカルマークに対するデッドキーのみがあればダイアクリティカルマークを追加した文字が入力でき、各ダイアクリティカルマーク専用のキーと文字の組み合わせを逐一用意する必要がない。
例えばキーボードにグレイヴ・アクセント (`)のためのデッドキーが用意されているとすると、フランス語の文字であるàは`、Aの順にタイピングすればよく、èは`、Eの順にタイピングすれば入力できる。しばしばダイアクリティカルマークを単体で入力するためにスペースキーを用い、グレイヴ・アクセントのみを入力するには`のあとにSpaceを入力する。

## 利用方法
デッドキーはAltGrキーなどの押しっぱなしで別のキーも押すような一般的な修飾キーとは異なり、キーを押して、離した後で別のキーを入力する。一部のコンピュータシステムではデッドキーがオンになっていることを表示しないためキーが死んでいるように見えるものがあるが、一部のテキスト入力システムではキーストロークが終了するのを待っているような表示を行うものがある。
タイプライターでは、文字修飾は機械的にキャリッジを進めることなくダイアクリティカルマークを入力することで実現される。そのため後に続く文字は紙に重ねて打たれる。この仕組みにより、ダイアクリティカルマークはタイプライター上で制限なく入力できる。例えば、アキュート・アクセント(´)をqに重ねることも可能である。
コンピュータではタイプライターのような制約のない入力はできない。コンピュータ上ではデッドキーは文字を修飾するのではなく、次のキーの入力の時だけキー配列を切り替える。キーボードが一時的に特殊なモードになり、通常の文字の代わりに、適当なダイアクリティカルマークが予めついた文字を生成する。ダイアクリティカルマークとベースの文字の対を使うためにはそれが文字セットに定められ、フォントによるサポートがなければならない。qにアキュート・アクセントがついた文字は用意されていないので、´の次にqを押しても得られるのはバラバラに´qとなるか、異常な入力と認識されて何も入力されない（Unicodeの結合文字を使えばq́を表現できるが、デッドキーの機能とは別の話である）。

## キー配列
デフォルトでデッドキーとして機能するキーがあり、英語以外のキー配列の多くでもデッドキーがある。標準的なQWERTY配列では、デッドキーは存在しないが、US-International keyboard layout(英語)では見た目が似ている文字の位置にデッドキーが用意されており、WindowsやX Window Systemで利用することができる。
デフォルトのデッドキーがない場合は他のキーで代用することができるが、AltGrキーやオプションキーなどの修飾キーはキーを押しながら入力する必要がある。Microsoft Wordではコントロールキーを使ってダイアクリティカルマークを含む文字を入力することができる。
Macintoshにおいては多くのキー配列でデッドキーが採用されている。U.S.レイアウトにおいては、デッドキーを選択することで以下が入力できる。
- ⌥ Option+e → á, é, í, ó, ú
- ⌥ Option+` → à, è, ì, ò, ù
- ⌥ Option+u → ä, ë, ï, ö, ü, ÿ
- ⌥ Option+i → â, ê, î, ô, û
- ⌥ Option+n → ã, õ, ñ

例えば先に⌥ Option+Eを押し、次にAを押すことでáが入力される。Macintoshではオプションキーとのコンビネーションでアクセントが作られそれがハイライトされる。次にベースの文字を入力することで最終的な文字が表示される。しかしŵ（ウェールズ語で使う）やš（東欧で使う）のように西欧では一般的でない一部のダイアクリティカルマークが付いたラテン文字はU.S.レイアウトでは入力できない。これはUnicodeが規定される前に設定されたためにMac Romanの文字セットに含まれる文字しか入力できないためである。これらの入力できない文字はU.S. Extendedレイアウトで提供される。

## フランス語入力のデッドキー

フランス語キー配列 AZERTY

フランス語入力でよく使われるAZERTY配列では、アクサン・シルコンフレックス accent circonflexe ^ と、トレマ tréma ¨が、デッドキーであり、P p の右の位置、日本で普及しているパソコンキーボードの ＠ ` の位置にある。シフトキーを押さない場合、アクサン・シルコンフレックス ^ の入力となる。シフトキーを押した場合、トレマ  ¨ の入力となる。
ケーキ類をあらわすフランス語単語の pâtisserie は、p ^ a t i s s e r i e と入力する。
クリスマスをあらわすフランス語単語の Noël は、シフトをおして n を打鍵したあと、o を打ち、シフトを押して ¨ を入力してから、e l と入力する。

## スペイン語入力のデッドキー

スペイン配列 QWERTY en España

ラテンアメリカ配列 QWERTY en Hispanoamérica

スペイン語入力では、よく使われるアキュート・アクセント acento ortográfico ´ と、ディエレシス diéresis¨が、デッドキーである。スペイン語キー配列は、QWERTYが二種類あるが、スペイン配置では、日本で普及しているパソコンキーボードの : ＊ の位置にある。ラテンアメリカ配置では、P p の右の位置である。シフトキーを押さない場合、アキュート・アクセント ´ の入力となる。シフトキーを押すと、トレマ ¨ の入力となる。 
メロンをあらわすスペイン語単語の melón は、m e l ´o  n と入力する。
楽器ギロをあらわすスペイン語単語の güiroは、g を打鍵したあと、シフトキーを押し ¨ をおしたのち、u i r o と入力する。

## ポルトガル語入力のデッドキー

ポルトガル語キーボード・ブラジル配列

ポルトガル語入力では、アセントゥ・グラーヴィ acento grave　`、アセントゥ・アグードゥ Acento agudo ´ 、ティウ til ˜、アセント・シルクンフレクソ acento circunflexo^ と、トレマ trema ¨がデッドキーである。
アセントゥ・グラーウィ ` と アセントゥ・アグードゥ ´  は、ブラジル配列では、日本で普及しているパソコンキーボードの P p の右の位置、日本で普及しているパソコンキーボードの ＠ `  の位置にある。シフトキーを押さない場合、アセントゥ・グラーウィ `  の入力となる。シフトキーを押すと、 アセントゥ・アグードゥ ´の入力となる。 
ティウ ~ と アセント・シルクンフレクソ ^ は、ブラジル配列では、日本で普及しているパソコンキーボードの : ＊ の位置にある。シフトキーを押さない場合、ティウ ˜  の入力となる。シフトキーを押すと、アセント・シルクンフレクソ ^ の入力となる。 
トレマ ¨ は、ブラジル配列では、シフトキーをおしながら 6 を打鍵することとなる。
パンの語源のポルトガル語の単語 pão は、p ~ a o の順序で打鍵することとなる。